# Абісофільні мінерали
Мінерали абісофільні (рос. минералы абиссофильные, англ. abyssophobic minerals, нім. abyssophile Minerale n pl) — мінерали, характерні для глибинних процесів мінералоутворення і не стійкі на малих глибинах. Від грецьк. «абіссос» — безодня і «філео» — люблю (Д.С.Коржинський, 1940).